# Ảo ảnh trắng
Ảo ảnh trắng là một bộ phim truyền hình được thực hiện bởi Trung tâm Phim truyền hình Việt Nam, Đài Truyền hình Việt Nam do Việt Bảo làm đạo diễn. Phim được phóng tác từ tiểu thuyết cùng tên của nhà văn Nguyễn Thị Ngọc Tú. Phim phát sóng lần đầu vào năm 1997 trên kênh VTV1.

## Nội dung
Ảo ảnh trắng xoay quanh một bệnh viện không xác định ở Hà Nội những năm thập niên 1980, thông qua số phận đôi vợ chồng Doãn (NSND Bùi Bài Bình) và Thuận (NSND Lan Hương) với ông chồng bị ung thư gan phải nằm điều trị dài ngày, tuyến truyện đã trải dần ra số phận của các y bác sĩ, lao công và bệnh nhân với những vấn đề nội tâm và quan hệ đan xen nhau, từ đó phơi bày ra những mặt tiêu cực vốn ẩn giấu dưới hệ thống cứu chữa bệnh nhân bấy lâu nay...

## Diễn viên
- NSND Bùi Bài Bình trong vai Doãn
- NSND Lan Hương trong vai Thuận
- NSƯT Thu An trong vai Mẹ Doãn
- NSND Trung Anh trong vai Luận
- Minh Hằng trong vai Vân
- Mạnh Tuấn trong vai Chồng Vân
- Đức Hải trong vai Ki "nhà xác"[3][4]
- Hoàng Lâm trong vai Con Ki
- NSƯT Minh Vượng trong vai Bà đồng

Và một số diễn viên khác...